# Tania Navarro Amo
Tania Navarro Amo (Barcelona, 6 de enero de 1956) es una escritora, ex-vedette y activista por los derechos LGBT española.

## Vida y carrera
Tania Navarro nació el 6 de enero de 1956 en Barcelona, España, durante la dictadura de Francisco Franco. Creció en un entorno profundamente conservador y tránsfobo, y bajo un régimen que perseguía las disidencias sexuales y de género.
En 1965 ingresó en un reformatorio por decisión de su madre, convencida por sus vecinos. Tras varias fugas y aún bajo el régimen franquista, Tania se vio obligada a ejercer la prostitución siendo aún menor de edad, lo que la llevó a ser encarcelada. Durante su tiempo en prisión fue víctima de multitud de maltratos, humillaciones y agresiones por parte de los funcionarios de la prisión debido a su identidad, así como también fue víctima de múltiples violaciones por parte tanto de los funcionarios como de los propios presos.
Tras su salida de prisión trabajó como vedette en varios teatros de Madrid y Barcelona, debutando primero como bailarina de ballet en el Hotel El Palace de Barcelona.
Fue también una de las mujeres trans presentes en la Manifestación del orgullo gay de Barcelona de 1977, la primera manifestación del Orgullo LGBT en la historia de España.
El 20 de agosto de 2021 publicó su obra autobiográfica La infancia de una transexual en la dictadura. A través de los ojos de mi madre, en la que narró las vivencias de toda su vida, así como los abusos que sufrió por ser una mujer trans durante el régimen franquista.

## Obras
- La infancia de una transexual en la dictadura, A través de los ojos de mi madre (2021)